# Amphipoea castanea
Amphipoea castanea là một loài bướm đêm trong họ Noctuidae.